# Amtsgericht Hohenwestedt
Das Amtsgericht Hohenwestedt war ein preußisches und später schleswig-Holsteinisches Amtsgericht mit Sitz in Hohenwestedt, Provinz Schleswig-Holstein.

## Geschichte
Mit der Annexion Schleswig-Holsteins wurden 1867 in der nunmehr preußischen Provinz die fünf Kreisgerichte Altona, Itzehoe, Kiel, Schleswig und Flensburg mit dem übergeordneten Appellationsgericht Kiel eingerichtet. Dem Kreisgericht Itzehoe waren 16 Amtsgerichte nachgeordnet, darunter das Amtsgericht Hohenwestedt.
Im Rahmen der Reichsjustizgesetze wurden die bestehenden Gerichte aufgehoben und einheitlich Amtsgerichte gebildet. Das Kreisgericht Itzehoe wurde aufgehoben und das Amtsgericht Hohenwestedt kam zum Sprengel des Landgerichts Kiel. Sein Gerichtsbezirk umfasste aus dem Kreis Rendsburg die Gemeindebezirke Beringstedt, Glüsing, Grauel, Heinkenborstel, Hohenwestedt, Jahrsdorf, Lütjenwestedt, Maisborstel, Mörel, Meezen, Nienborstel, Nindorf, Osterstedt, Rade, Remmels, Tappendorf, Todenbüttel, Vaasbüttel und Wapelfeld sowie den Forstgutsbezirk Rendsburg.
Nachdem das Gericht zunächst provisorisch im Obergeschoss einer Gastwirtschaft untergekommen war, zog es schließlich im Jahr 1884 in ein zu diesem Zweck umgebautes Gebäude an der Ecke Rendsburger Straße/Höpen um. Dort befand es sich bis zum Jahr 1975. Zum 1. Januar 1975 wurde das Hohenwestedter Amtsgericht im Zuge einer Justizreform geschlossen.